# Romani kris - Cigánytörvény
Romani kris - Cigánytörvény é um filme de drama húngaro de 1997 dirigido e escrito por Bence Gyöngyössy e András Nagy. Foi selecionado como representante da Hungria à edição do Oscar 1998, organizada pela Academia de Artes e Ciências Cinematográficas.

## Elenco
- Đoko Rosić - Lovér
- Mihály Szabados - Tamáska
- Silvia Pincu - Ilka
- Diliana Dimitrova - Kukunda
- Violetta Koleva - Sarolta
- János Derzsi - János
- Sami Osman - Joszo
- Umer Dzemailji - Rostás
- Piroska Molnár - Máli